# Patagonie chilienne

La Patagonie chilienne.

La Patagonie chilienne désigne la partie de la Patagonie appartenant politiquement au Chili, c'est-à-dire à l'exclusion de la Patagonie argentine. Elle commence au niveau de l'estuaire de Reloncaví et s'étend jusqu'au cap Horn. 
La Patagonie chilienne comprend donc :
- La province de Palena dans le sud de la région des lacs,
- La totalité de la région Aisén del General Carlos Ibáñez del Campo,
- La partie nord de la région de Magallanes et de l'Antarctique chilien jusqu'au cap Horn, soit l'ensemble de la région à l'exclusion du territoire chilien de l'Antarctique.

La Patagonie chilienne, mêlant fjords, montagne, glaciers, volcans et parsemée de nombreuses îles, possède une côte plus découpée que la partie argentine. La Cordillère des Andes y est plus proche de l'océan Pacifique. La partie steppes est beaucoup moins présente qu'en Argentine.
Le climat de cette région est très hostile. Les vents balayent ces terres en permanence.
Au sud de la Patagonie, on trouve la grande île de la Terre de Feu, l'extrême sud de l'Amérique.

## Parcs nationaux et réserves naturelles

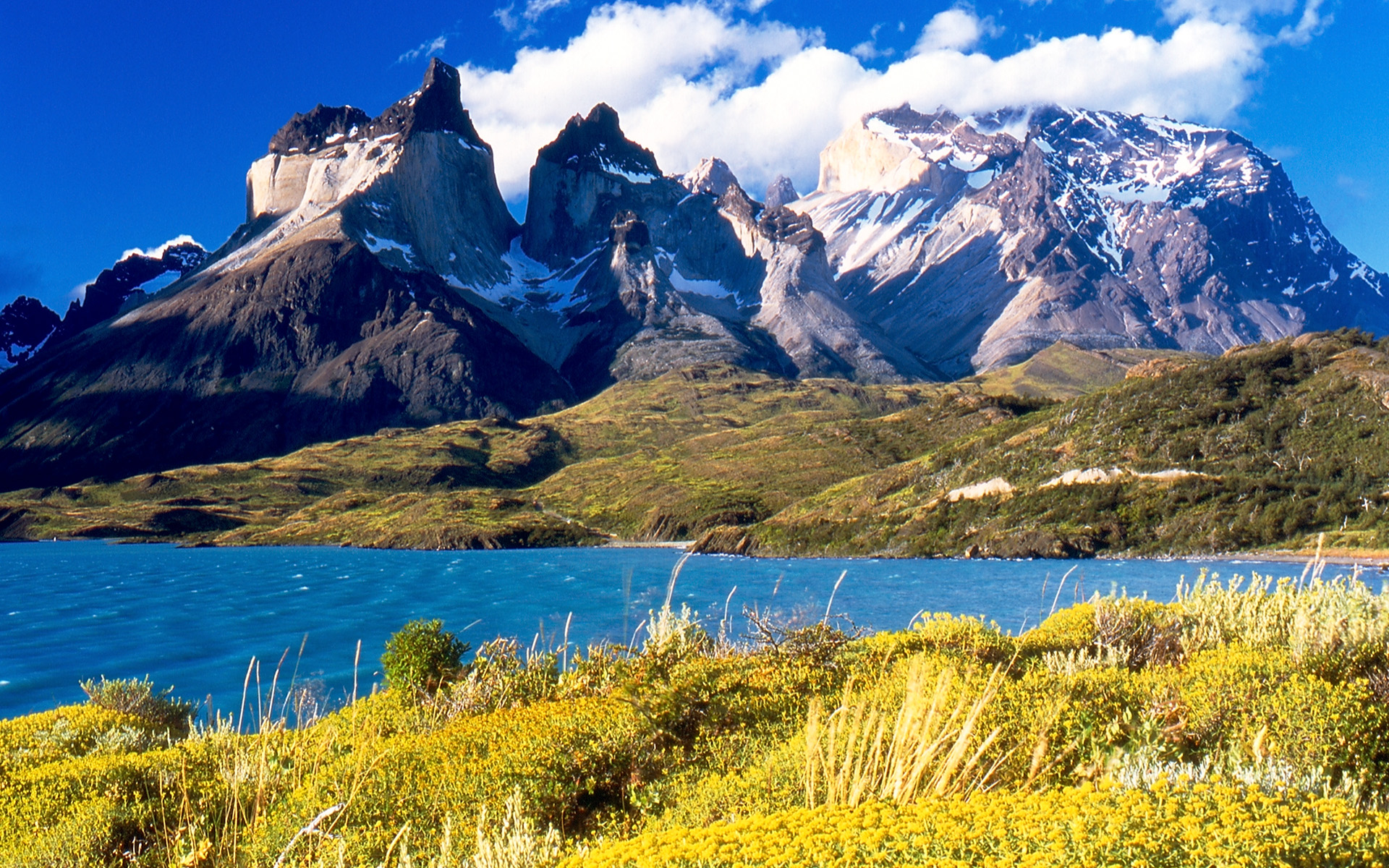
Cuernos del Paine vu depuis le lac Pehoé dans le parc National Torres del Paine.

### Parc nationaux
- Parc national Corcovado (Chili)
- Parc national Conguillío
- Parc national Alerce Andino
- Parc national Chiloé
- Parc national Isla Magdalena
- Parc national Laguna San Rafael
- Parc national Queulat
- Parc national Puyehue
- Parc National Torres del Paine
- Parc national Pali Aike
- Parc national Cabo de Hornos
- Parc ethnobotanique Omora sur l'île Navarino
- Parc national Bernardo O'Higgins
- Parc national Alberto de Agostini
- Parc national Isla Guamblin
- Parc national Hornopirén

### Réserves naturelles et biens nationaux
- Réserve nationale Alacalufes